# لالویچی
لالویچی (به لاتین: Lalevići) یک منطقهٔ مسکونی در مونته‌نگرو است که در شهرداری دانیلوگراد واقع شده‌است. لالویچی ۱۵۱ نفر جمعیت دارد.